# Birgit Aagardová-Svendsenová
Birgit Aagardová-Svendsenová (* 1956) je dánská manažerka, která se v září 2015 v Kodani v Dánsku stala výkonnou viceprezidentkou a finanční ředitelkou lodní společnosti J. Lauritzen.
Aagardová-Svendsenová vystudovala inženýrství na Danmarks Ingeniørakademi (1980) a obchodní administrativu na kodaňské Handelshøjskolen (1985). Před nástupem do J. Lauritzen v roce 1998 zastávala manažerské pozice ve společnostech Tele Danmark (1996–98) a Nordisk Film (1996–98). Dříve byla předsedkyní Komise pro infrastrukturu a také vedla Výbor pro správu a řízení společností.
Aagardová-Svendsenová je vdaná za Rolfa Aagaarda-Svendsena, bývalého starostu obce Lyngby-Taarbæk, a má dvě dcery. V roce 2008 byla dánským listem Berlingske vyhlášena podnikatelkou roku.